# Palluaud
Palluaud település Franciaországban, Charente megyében. Lakosainak száma 214 fő (2022. január 1.). Palluaud Montignac-le-Coq, Saint-Séverin, Salles-Lavalette, Bouteilles-Saint-Sébastien és Nanteuil-Auriac-de-Bourzac községekkel határos.

## Népesség
A település népessége az elmúlt években az alábbi módon változott:
| Lakosok száma | 264  | 273  | 283  | 289  | 239  | 234  | 228  | 221  | 217  | 214  |
|               | 1968 | 1982 | 1990 | 2006 | 2013 | 2015 | 2017 | 2019 | 2020 | 2022 |